# Trosa
Trosa est une ville de Suède, chef-lieu de la commune de Trosa, dans le comté de Södermanland. 4 633 personnes y vivent.